# Skuodas
Skuodas es una localidad lituana, capital municipal del distrito de Skuodas en la provincia de Klaipėda.
En 2011 tiene 6513 habitantes, de los cuales el 98,33% son lituanos y el 0,52% son rusos. Históricamente contó con una población destacable de judíos, con cuatro sinagogas y llegando a formar el 60% de la población en 1897, pero la mayoría fueron exterminados en la invasión nazi de 1941.
Se conoce su existencia desde 1253 y obtuvo el Derecho de Magdeburgo en 1572 por concesión del noble Jonas Chodkevičius.
Se sitúa en la frontera con Letonia, unos 20 km al sur de la villa letona de Priekule.